# Camponotus fabricator
Camponotus fabricator é uma espécie de inseto do gênero Camponotus, pertencente à família Formicidae.